# Roma Parlament - Polgárjogi Mozgalom
A Roma Parlament - Polgárjogi Mozgalom (rövidítve: Roma Parlament, angolul: Romani Parliament - Civil Right’s Movement) egy 1991-ben, Budapesten alapított társadalmi szervezet.

## Előzménye, megalakulása
Az egyesületet a rendszerváltás hívta életre. Az 1989. évi II., az egyesülésről szóló törvény életbe lépése után, különösen az első független, demokratikus cigány szervezet, a Phralipe megalapítása után erőteljesen megindult a civil roma önszerveződés. A roma közösségeken belül is erősödött az igény az összefogásra. Ennek a hatására mondta ki nyolc egyesület 1990. december 16-án a Roma Parlament, mint ernyőszervezet megalapítását.
Az első kongresszuson, 1991. január 18-án, Göncz Árpád köztársasági elnök jelenlétében, 18 roma érdekvédelmi szervezet küldöttei megszavazták az alapszabályt, és megválasztották a szervezet tisztségviselőit. A szervezet élén a rendszerváltó Phralipe dominált. Elnökké: Horváth Aladárt, főtitkárrá: Osztojkán Bélát, szóvivővé: Zsigó Jenőt választották.

## Célja
A Roma Parlament célja, hogy közösségi tereiben kisebbség-szakpolitikai szolgáltatásokat nyújtson, biztosítsa tagsága számára az együttműködés, valamint a generációk közötti tudásmegosztás kereteit.

## Tevékenysége
A Roma Parlament tevékenysége magában foglalja a cigányság helyzetének tömeges méretű megváltoztatását és identitásának megőrzését szolgáló közösségi intézmények, programok és szolgáltatások működtetését, továbbá minden olyan szakmai tevékenységet, amely inspirálja, informálja, koordinálja és fejleszti a cigány közösség önszerveződését és reprezentációját.

## Feladata
Ellátja alkotó szervezeteinek és tagjainak képviseletét.
Alkotó szervezetein és tagjain keresztül a roma kisebbség/nemzetiség érdekében érdekfeltáró, érdekegyeztető, érdekközvetítő és érdekérvényesítő kisebbségvédelmi tevékenységet végez.
- Alkotószervezetei és tagjai felé koordináló, egyeztető és informatív funkciót lát el.

- Állást foglal a közhatalmi szervek a települési és nemzetiségi önkormányzatok, társadalmi szervezetek roma nemzetiséget érintő döntéseiről és nyilvánosságra hozza azt.

- Tevékenységével részt vesz a hatalomgyakorlás társadalmi ellenőrzésében.

- Országos hálózatot fejleszt, és nemzetközi kapcsolatokat épít ki.

- Partnerségeket alakít kisebbségvédelmi törekvéseinek megvalósításáért.

- Művészeti, konfliktusmegelőző, jogvédelmi, képzési, kutatási és közéleti szakmai szolgáltatásokat nyújt, programokat szervez.

- Elősegíti és közvetíti a cigány közösség kommunikációját.

- Közel nulla energiaigényű lakóházakat, bérlakásokat épít, és üzemeltet.

- Zöld modell programokat indít, menedzsel, elsősorban modern telepfelszámolás mintaprojektjeiként.

- A védett foglalkoztatás érdekében akkreditált foglalkoztatóvá válik.

- Nemzetiségi kulturális, közéleti, és tényfeltáró sajtóorgánumot hoz létre, és működtet.

- Céljai megvalósítása érdekében kutatás-fejlesztési tevékenységet végez önállóan és partnereivel.

- Tagszervezetek munkáját segítő szolgáltatásokat fejleszt és biztosít.

## Vezetősége
Elnök: Horváth Aladár
Alelnök: Lakatos Kálmán
Elnökségi tagok: Arany László, Dinó Hajnalka, Oláh Kálmán

## Jelképe, logója
Fekete-fehér, téglalap formájú mezőben az egyenlőség jele, oldalt a szervezet neve.
A logóban alatta fekete csíkban, fehéren: Az emberség képviselete.    

## Külső hivatkozások
- A szervezet honlapja
- A szervezet Facebook oldala

- Egymás szemébe nézve - Az elmúlt fél évszázad roma politikai törekvései,  szerkesztette: Kóczé Angéla, Neményi Mária, Szalai Júlia, Balassi Kiadó, Budapest, 2019. ISBN 978-963-4560-42-5